# Chiesa di San Bernardo (Bresimo)
La chiesa di San Bernardo è la parrocchiale di Bevia, frazione di Bresimo in Trentino. Fa parte della zona pastorale delle Valli del Noce e risale forse al XII secolo.

## Storia
La costruzione del nucleo originale della chiesa di Bevia forse risale al XII secolo ma la sua prima citazione ufficiale su documenti arrivò solo nel 1469. Attorno al 1490 l'antico edificio medievale venne riedificato.
La Regola di Bresimo fece un riferimento chiaro alla chiesa in un suo atto del 1703 approvato dal principe vescovo di Trento Giovanni Michele Spaur.
Nei primi decenni del XVII secolo il tempio fu oggetto di ampliamenti e, in particolare, fu costruita la sacrestia. Nella prima metà del secolo successivo venne eretta la torre campanaria. Nel 1741 ottenne la concessione della custodia eucaristica ma solo per i mesi estivi ed invernali.
Nel 1824 fu necessario ricostruire la facciata che stava mostrando segni di cedimento poi, all'inizio del XX secolo, importanti lavori di ampliamento fecero innalzare la cantoria e aprire ingressi secondari ai lati dell'edificio. Attorno alla metà del secolo Carlo Bonacina decorò l'interno della sala e, nello stesso periodo, le pareti furono reintonacate.
Durante la seconda metà del secolo venne realizzato un ampliamento della navata, allungata secondo l'asse est-ovest con conseguente necessità di rivedere la copertura del tetto. La facciata venne arricchita da un nuovo portale dalla forma gotica e protetto con una piccola tettoia.
Gli ultimi interventi sono stati realizzati nel 2003 ed hanno riguardato la sistemazione di una nuova scala per la sacrestia.

## Descrizione
La facciata semplice, a capanna e con due spioventi che formano un angolo acuto, è orientata verso ovest. Sopra il portale principale ad arco acuto in stile gotico c'è una piccola tettoia e al centro del prospetto un oculo.
La torre campanaria a base quadrangolare ha una cella campanaria che si apre con monofore ed è coperta da una parte cuspidale a piramide.
La navata all'interno è unica, e la cantoria si trova nella controfacciata, compresa tra la struttura medievale e quella più recente ottocentesca. Il presbiterio è leggermente rialzato.
Nella sala è conservata una tela cinquecentesca attribuita a Girolamo Muziano mentre il dipinto murale dell'Annunciazione è opera di Carlo Bonacina.